# Jussi Sydänmaa

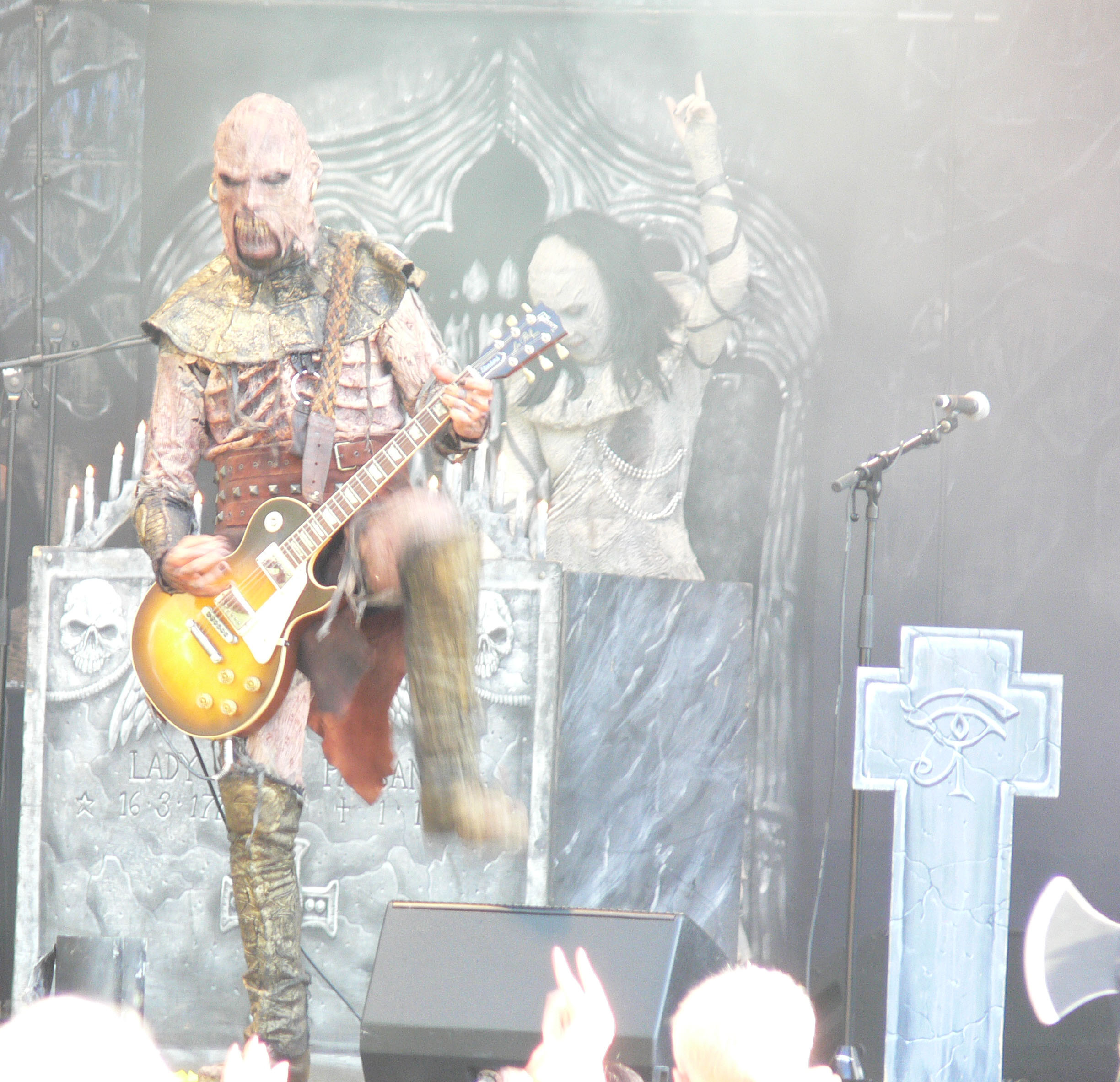
Amen på scen.

Jussi Sydänmaa (Amen), född 26 juni 1972 i Mäntsälä, var gitarrist i det finländska hårdrocksbandet Lordi. År 2022 meddelades att han lämnade bandet.
Som Amen föreställer han en mumifierad best från det forntida Egypten. I nyare musikvideon till Would you love a monsterman föreställer han dock en opererad människa.
Han fick sin första akustiska gitarr när han var fem år och han har spelat elgitarr sedan tonåren. Han använder oftast Gibson Les Paul Classic gitarrer på scen eftersom han har kontrakt med Gibson. Utöver Lordi har han gästspelat i bandet Moonlight med låten The Devil Is Back.
Han använder bluesteknik när han spelar hårdrock eftersom han bara lyssnade på blues i en 2 års period. Amen har skrivit en hel del låtar tillsammans med sångaren Mr. Lordi. I en intervju har Amen sagt att hans kusin är Iron Maiden's maskot Eddie.

## Gästframträdanden och annat arbete
- Junction: Trailblazer (1999) - gitarr
- Shadowgrounds Soundtrack (2005) - gitarr
- Junction: Goodbye to Yesterday (2011) - gitarr
- Stala & SO.: It Is So. (2011) - gitarrer på Everything for Money
- Doro: Strong and Proud - 30 Years of Rock and Metal (2016) - gitarrer på Hard Rock Hallelujah
- Waltari: 3rd Decade - Anniversary Edition (2021) - gitarrer på Lights On 2021